# Angkor
Angkor (em quemer:  អង្គរ, literalmente capital, também conhecida como Yasodharapura (quemer: យសោធរបុរៈ; em sânscrito:  यशोधरपुर ) foi a capital do Império Khmer. A cidade e o império floresceram aproximadamente entre os séculos IX e XV. A cidade abriga o magnífico Angkor Wat, uma das atrações turísticas mais populares do Camboja.
A palavra Angkor é derivada do sânscrito nagara (नगर), que significa "cidade". O período angkoriano começou no ano 802, quando o monarca khmer hindu Jayavarman II se declarou um "monarca universal" e "rei-deus", o que durou até o final do século XIV, primeiro caindo sob a suserania de Reino de Aiutaia em 1351. Uma rebelião khmer resultou no saque de Angkor em 1431 pelos aiutaias, fazendo com que sua população migrasse para o sul, para Lovek.
As ruínas de Angkor estão localizadas em meio a florestas e fazendas ao norte do Grande Lago (Tonlé Sap) e ao sul das Colinas Kulen, perto da atual cidade de Siem Reap, na província de Siem Reap. Os templos da área de Angkor somam mais de mil, variando em escala de pilhas indefinidas de entulho de tijolos espalhados por campos de arroz até Angkor Wat, considerado o maior monumento religioso do mundo. Muitos dos templos de Angkor foram restaurados e, juntos, constituem o local mais significativo da arquitetura quemer. Os visitantes chegam a dois milhões por ano, e toda a extensão, incluindo Angkor Wat e Angkor Thom, é protegida coletivamente como Patrimônio Mundial da UNESCO. A popularidade do local entre os turistas apresenta vários desafios para a preservação das ruínas.
Em 2007, uma equipe internacional de pesquisadores usando fotografias de satélite e outras técnicas modernas concluiu que Angkor havia sido a maior cidade pré-industrial do mundo, com um elaborado sistema de infraestrutura conectando uma expansão urbana de pelo menos mil quilômetros quadrados para os templos bem conhecidos em seu núcleo. Angkor é considerada uma "cidade hidráulica" porque tinha uma complicada rede de gerenciamento de água, que era usada para estabilizar, armazenar e dispersar sistematicamente a água por toda a área. Acredita-se que esta rede tenha sido usada para irrigação, a fim de compensar a imprevisível estação das monções e também para sustentar o aumento da população. Embora o tamanho de sua população continue sendo um tópico de pesquisa e debate, os sistemas agrícolas recentemente identificados na área de Angkor podem ter sustentado entre 750 mil e um milhão de pessoas.

## História

### Sede do Império Khmer

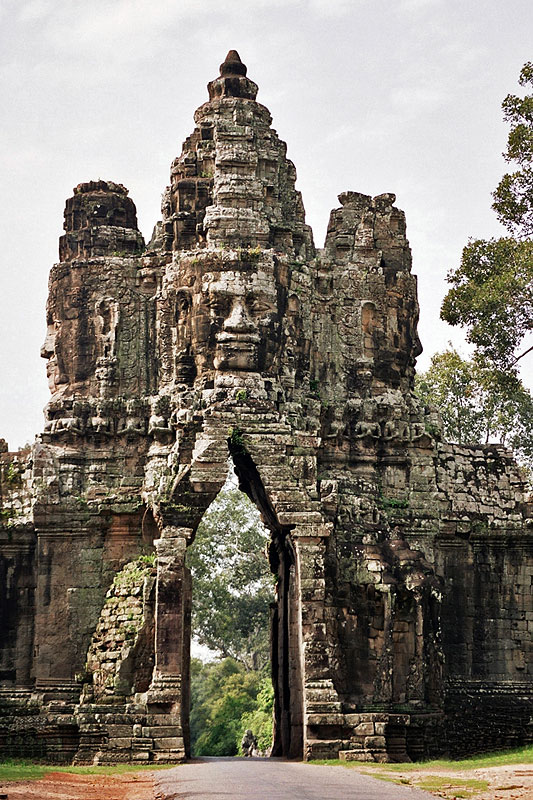
Portão para Angkor Thom

O período angkoriano pode ter começado pouco depois do ano 800, quando o rei khmer Jayavarman II anunciou a independência de Kambujadesa (Camboja) de Java . De acordo com a inscrição de Sdok Kok Thom,:97 :353–354 volta de 781 Indrapura foi a primeira capital de Jayavarman II, localizada em Banteay Prei Nokor, perto do atual Kompong Cham. Depois que ele finalmente voltou para sua casa, o antigo reino de Chenla, ele rapidamente construiu sua influência, conquistou uma série de reis concorrentes e, em 790, tornou-se rei de um reino chamado Kambuja pelos khmers. Ele então mudou sua corte para o noroeste, para Mahendraparvata, nas atuais montanhas Kulen, no interior ao norte do grande lago de Tonle Sap. Ele também estabeleceu a cidade de Hariharalaya (agora conhecida como Roluos) na extremidade norte de Tonlé Sap. Por meio de um programa de campanhas militares, alianças, casamentos e concessões de terras, ele conseguiu a unificação do país que faz fronteira com a China ao norte, Champa (atual Vietnã Central) a leste, o oceano ao sul e um lugar identificado por uma pedra inscrição como "a terra dos cardamomos e mangas" a oeste. Em 802, Jayavarman articulou seu novo status ao se declarar "monarca universal" (chakravartin) e, em um movimento a ser imitado por seus sucessores e que o ligou ao culto de Shiva, assumindo o epíteto de "deus-rei "(devaraja). Antes de Jayavarman, o Camboja consistia em vários principados politicamente independentes conhecidos coletivamente pelos chineses pelos nomes Funan e Chenla.
Em 889, Yasovarman subiu ao trono. Um grande rei e um construtor realizado, ele foi celebrado por uma inscrição como "um homem-leão; ele rasgou o inimigo com as garras de sua grandeza; seus dentes eram sua política; seus olhos eram o Veda". Perto da antiga capital de Hariharalaya, Yasovarman construiu uma nova cidade, chamada Yasodharapura..:350 Seguindo a tradição de seus predecessores, ele também construiu um enorme reservatório chamado baray. O significado de tais reservatórios foi debatido por estudiosos modernos, alguns dos quais viram neles um meio de irrigar os campos de arroz e outros os consideraram como símbolos religiosamente carregados dos grandes oceanos mitológicos que cercam o Monte Meru, a morada dos deuses. A montanha, por sua vez, era representada por um templo elevado, no qual o "deus-rei" era representado por um lingam. De acordo com esse simbolismo cósmico, Yasovarman construiu seu templo central em uma colina baixa conhecida como Phnom Bakheng, cercando-o com um fosso alimentado pelo baray. Ele também construiu vários outros templos e ashrams hindus, ou retiros para ascetas.

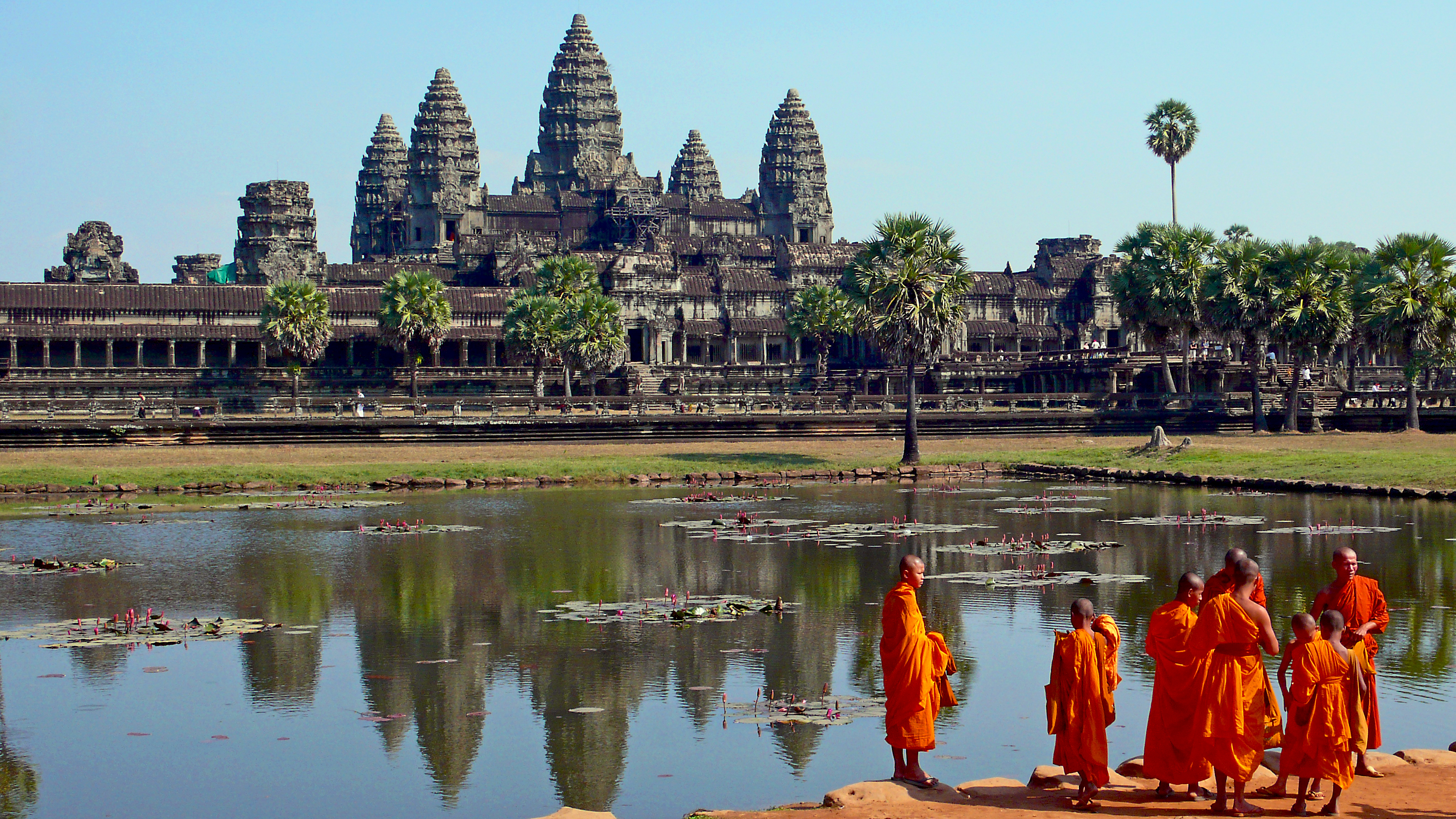
Budistas com o templo de Angkor Wat

Nos 300 anos seguintes, entre 900 e 1200, o Império Khmer produziu algumas das obras-primas arquitetônicas mais magníficas do mundo na área conhecida como Angkor. A maioria está concentrada em uma área de aproximadamente 24 km de leste a oeste e 8 km de norte a sul, embora o Parque Arqueológico de Angkor, que administra a área, inclua locais tão distantes quanto Kbal Spean, cerca de 48 km ao norte. Cerca de 72 templos principais ou outros edifícios são encontrados nesta área, e os restos de várias centenas de templos locais menores adicionais estão espalhados por toda a paisagem. Por causa da baixa densidade e da natureza dispersa do padrão de assentamento dos khmers medievais, Angkor carece de uma fronteira formal e, portanto, sua extensão é difícil de determinar. No entanto, uma área específica de pelo menos mil quilômetros quadrados além dos grandes templos é definida por um complexo sistema de infraestrutura, incluindo estradas e canais que indicam um alto grau de conectividade e integração funcional com o núcleo urbano. Em termos de extensão espacial (embora não em termos de população), isso a torna a maior aglomeração urbana registrada na história antes da Revolução Industrial, superando facilmente a reivindicação mais próxima, que era a cidade maia de Tikal. Em seu auge, a cidade ocupou uma área maior do que a Paris moderna e seus prédios usam muito mais pedra do que todas as estruturas egípcias juntas.

### Construção de Angkor Wat

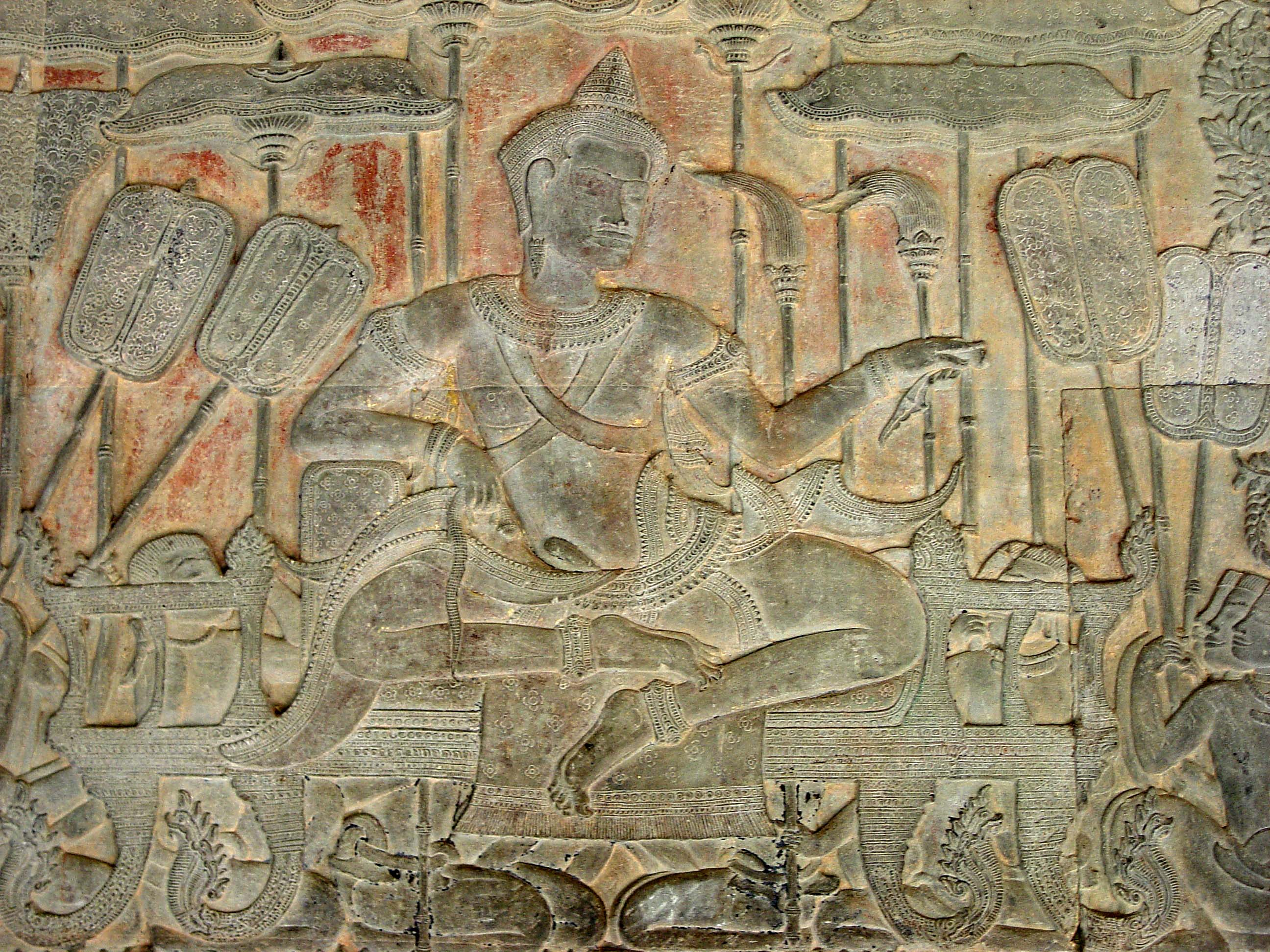
Suryavarman II

O principal templo da região angkoriana, Angkor Wat, foi construído entre 1113 e 1150 pelo rei Suryavarman II, que ascendeu ao trono depois de vencer uma batalha com um príncipe rival. Uma inscrição diz que, durante o combate, Suryavarman saltou sobre o elefante de guerra de seu rival e o matou, assim como o mítico homem-pássaro Garuda mata uma serpente.
Depois de consolidar sua posição política por meio de campanhas militares, diplomacia e uma firme administração doméstica, Suryavarman iniciou a construção de Angkor Wat como seu mausoléu de templo pessoal. Rompendo com a tradição dos reis khmers e influenciado talvez pela ascensão simultânea do vaisnavismo na Índia, ele dedicou o templo a Vixnu ao invés de Xiva. Com paredes de quase meia milha de cada lado, Angkor Wat retrata grandiosamente a cosmologia hindu, com as torres centrais representando o Monte Meru, o lar dos deuses; as paredes externas, as montanhas envolvendo o mundo; e o fosso, os oceanos além. O tema tradicional de identificar os reis khmer com os deuses e sua residência com a dos seres celestiais, está muito em evidência. As próprias medidas do templo e suas partes em relação umas às outras têm significado cosmológico. Suryavarman teve as paredes do templo decoradas com baixos-relevos representando não apenas cenas da mitologia, mas também da vida de sua própria corte imperial. Em uma das cenas, o próprio rei é retratado como maior em tamanho do que seus súditos, sentado de pernas cruzadas em um trono elevado e segurando a corte, enquanto um bando de atendentes o deixa confortável com a ajuda de guarda-sóis e leques.

### Jayavarman VII

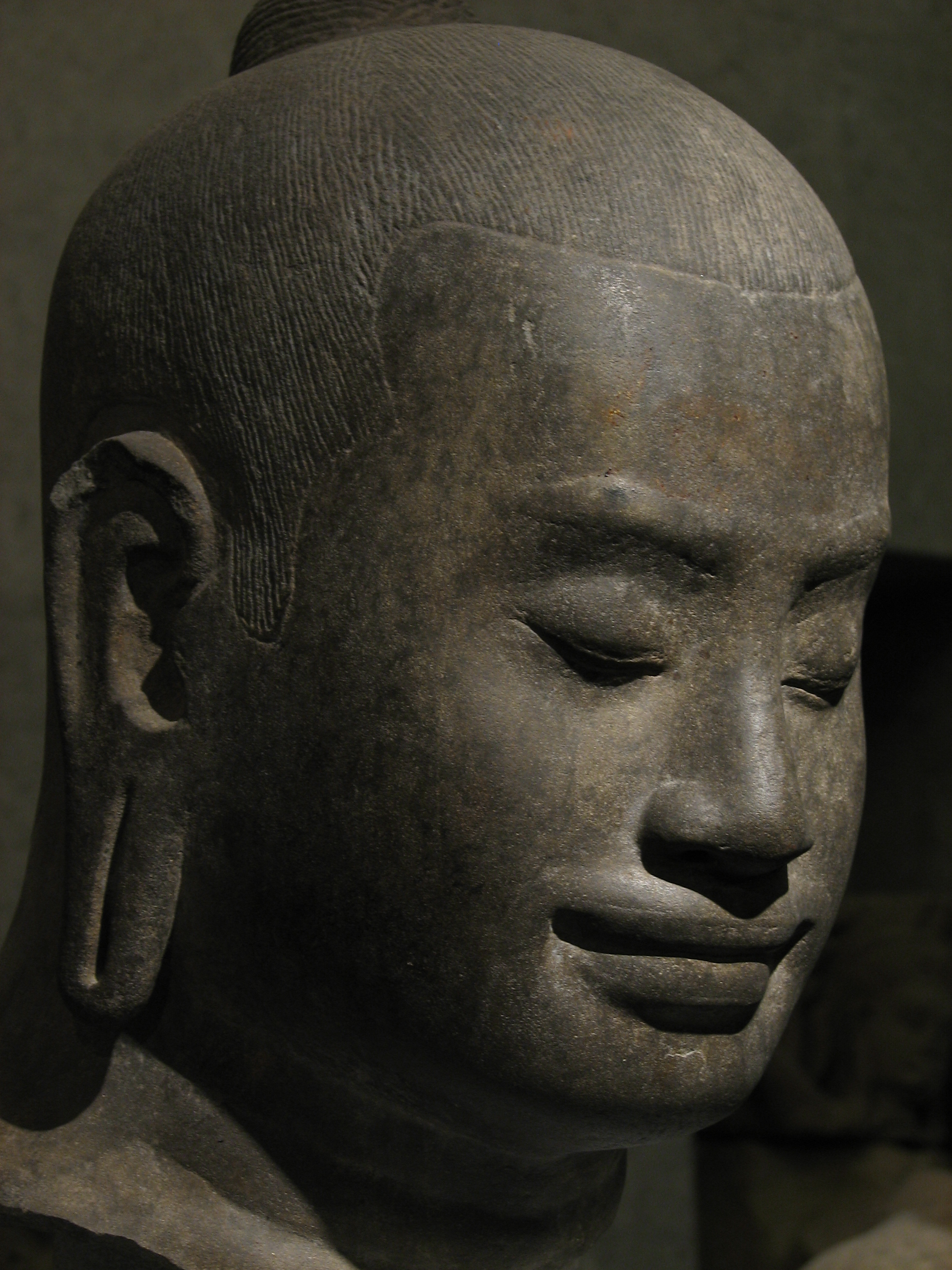
Retrato de Jayavarman VII em exibição no Museu Guimet, Paris

Após a morte de Suryavarman por volta de 1150, o reino entrou em um período de conflito interno. Seus vizinhos a leste, os chams, que vivem no que hoje é o sul do Vietnã, aproveitaram a situação em 1177 para lançar uma invasão pela água acima do rio Mekong e através de Tonlé Sap. As forças cham tiveram sucesso em saquear a capital khmer de Yasodharapura e em matar o rei reinante. No entanto, um príncipe Khmer que se tornaria o rei Jayavarman VII reuniu seu povo e derrotou os chams em batalhas no lago e na terra. Em 1181, Jayavarman assumiu o trono. Ele seria o maior dos reis de Angkor. Sobre as ruínas de Yasodharapura, Jayavarman construiu a cidade murada de Angkor Thom, bem como seu centro geográfico e espiritual, o templo conhecido como Bayon, cujos baixos-relevos retratam não apenas as batalhas do rei com os chams, mas também cenas da vida de aldeões e cortesãos khmers. Jayavarman supervisionou o período da construção mais prolífica de Angkor, que incluiu a construção dos conhecidos templos de Ta Prohm e Preah Khan, dedicando-os a seus pais. Este programa massivo de construção coincidiu com uma transição na religião estatal do hinduísmo para budismo maaiana, uma vez que o próprio Jayavarman o adotou como sua fé pessoal. Durante o reinado de Jayavarman, os templos hindus foram alterados para exibir imagens do Buda e Angkor Wat tornou-se brevemente um santuário budista. Após sua morte, o renascimento do hinduísmo como religião oficial incluiu uma campanha em grande escala de profanação de imagens budistas e continuou até que o budismo teravada se tornou a religião dominante no país a partir do século XIV.

### Zhou Daguan
O ano de 1296 marcou a chegada a Angkor do diplomata chinês Zhou Daguan, representando a dinastia Yuan. A estada de um ano de Zhou na capital Khmer durante o reinado do rei Indravarman III é historicamente significativa, porque ele escreveu um relato ainda existente, Os Costumes do Camboja, de aproximadamente quarenta páginas detalhando suas observações da sociedade khmer. Alguns dos tópicos que ele abordou no relato foram os de religião, justiça, realeza, agricultura, escravidão, pássaros, vegetais, banho, roupas, ferramentas, animais de tração e comércio. Em uma passagem, ele descreveu uma procissão real consistindo de soldados, várias servas e concubinas, ministros e príncipes e, finalmente, "o soberano, de pé em um elefante, segurando sua espada sagrada em sua mão". Junto com as inscrições que foram encontradas em estelas angkorianas, templos e outros monumentos, e com os baixos-relevos de Bayon e Angkor Wat, o diário de Zhou é a fonte de informação mais importante sobre a vida cotidiana em Angkor. Repleto de anedotas vívidas e, às vezes, observações incrédulas de uma civilização que parecia colorida e exótica a Zhou, é também um livro de memórias de viagem divertido.

Baixos-relevos Angkor
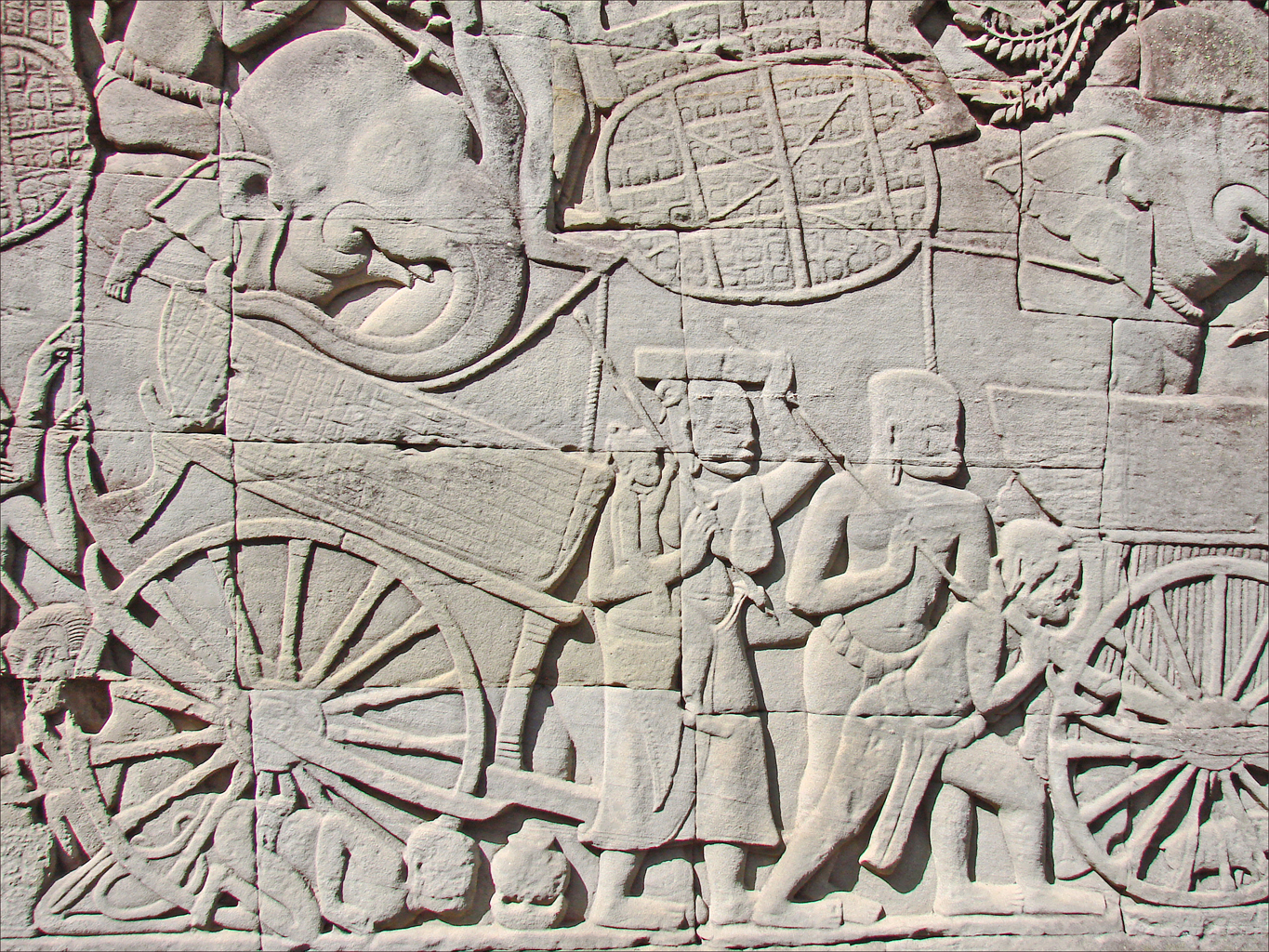
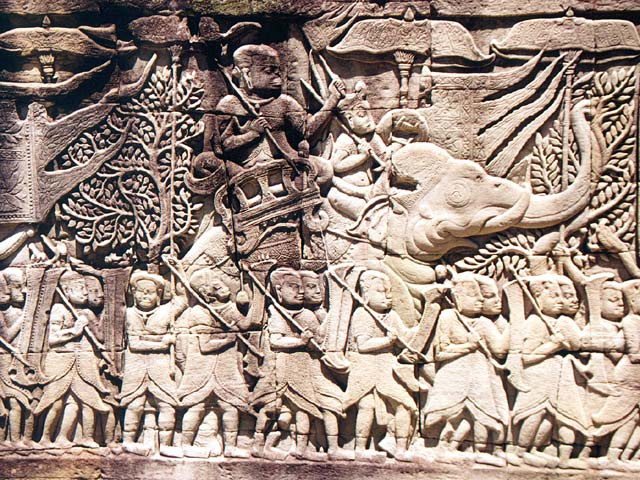
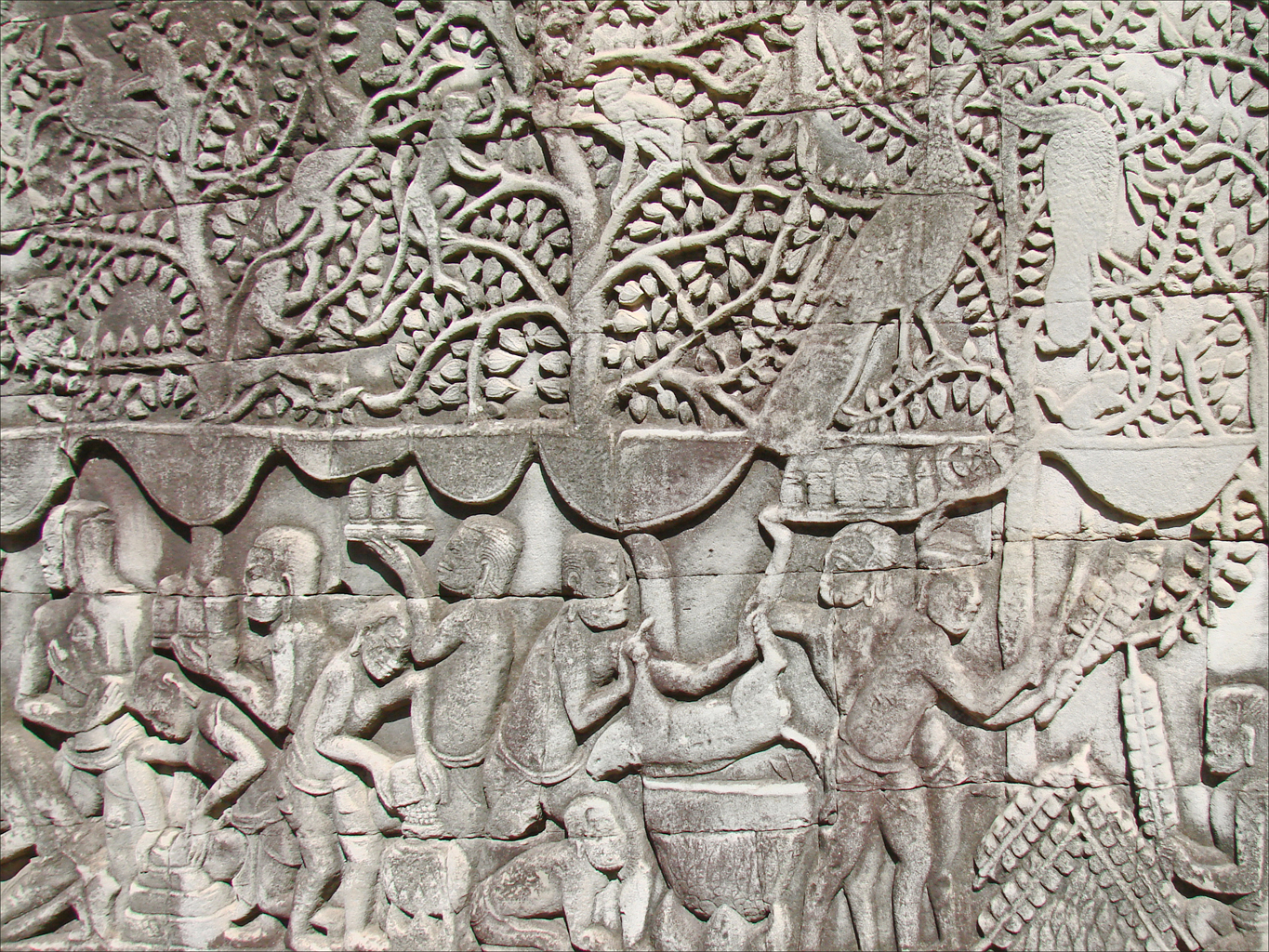
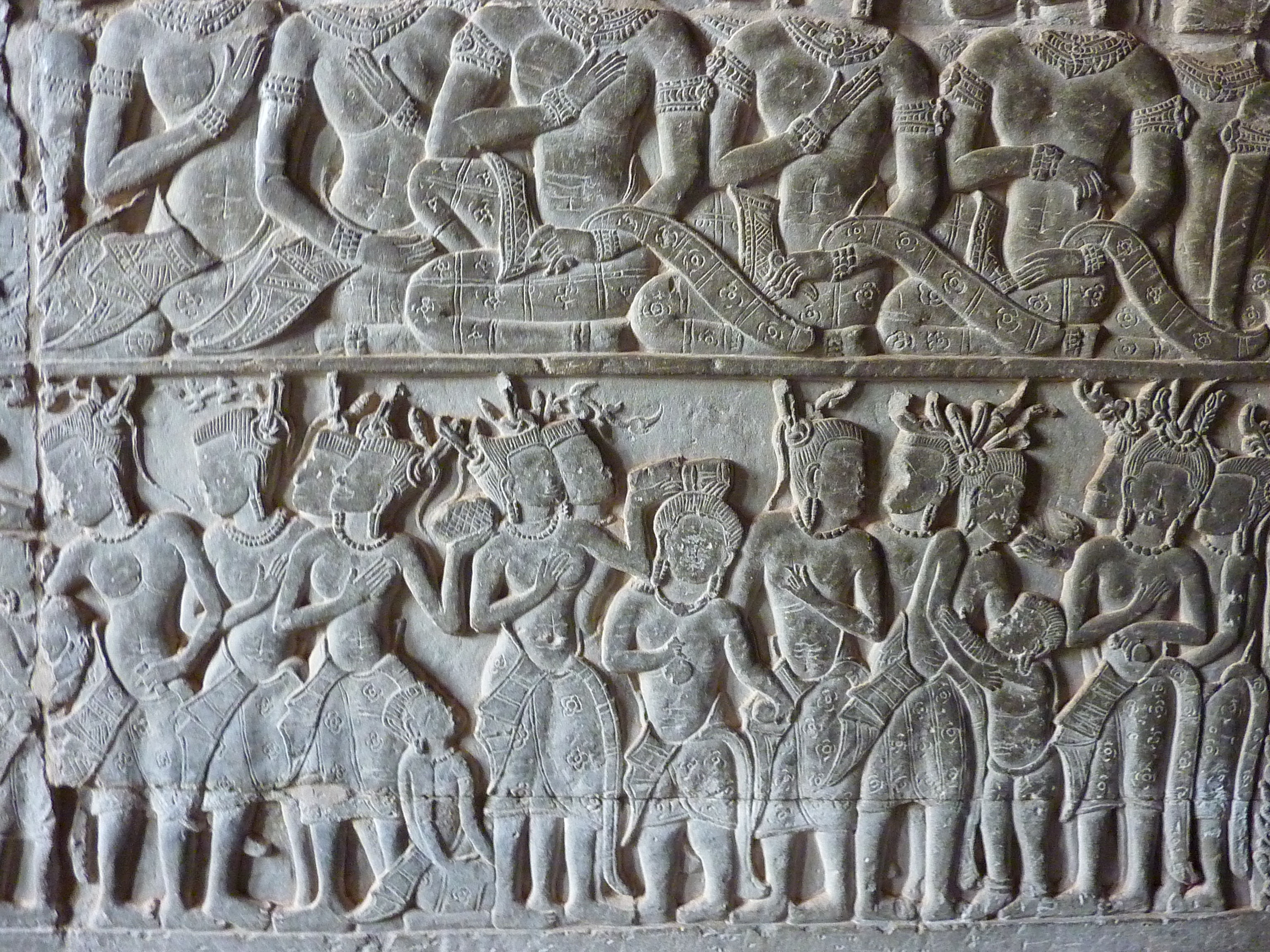
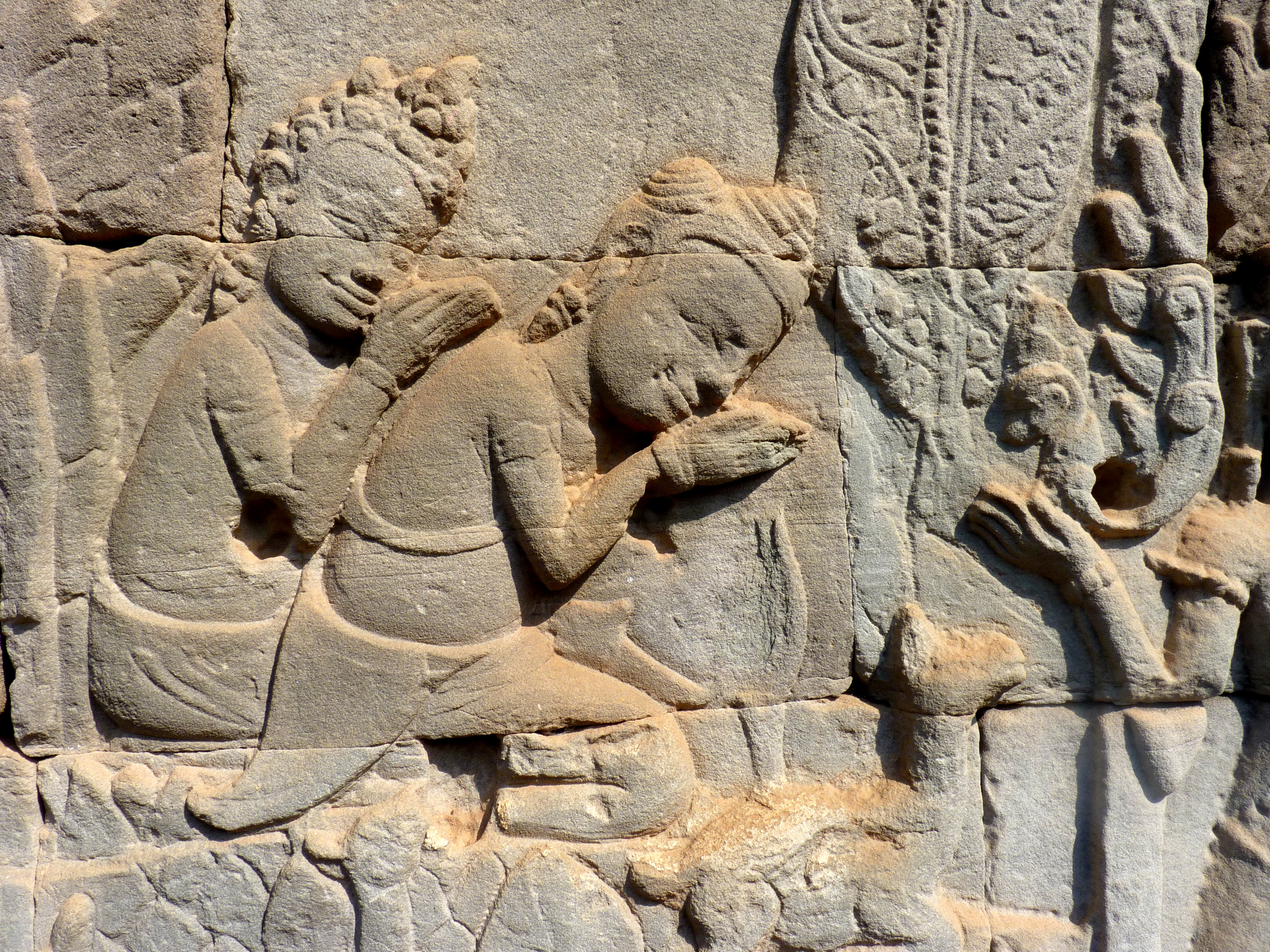

### Fim do período angkoriano
O final do período angkoriano é geralmente definido como 1431, o ano em que Angkor foi saqueada pelos invasores aiutaias, embora a civilização khmer já estivesse em declínio nos séculos XIII e XIV.:139–140:236–237 Durante o curso do século XV, quase toda Angkor foi abandonada, exceto Angkor Wat, que permaneceu um santuário budista. Várias teorias foram propostas para explicar o declínio e o abandono de Angkor:

#### Guerra com o reino de Aiutaia

Mapa do Império Khmer (em vermelho) em 900 DC

É amplamente aceito que o abandono da capital Khmer ocorreu como resultado das invasões dos aiutaias. As guerras já estavam minando a força de Angkor na época de Zhou Daguan no final do século XIII. Em suas memórias, Zhou relatou que o país havia sido completamente devastado por tal guerra, na qual toda a população foi obrigada a participar. Após o colapso de Angkor em 1431, muitas estátuas foram levadas para a capital inimiga de Aiutaia, no oeste,:139–40 enquanto outras partiram para o novo centro da sociedade khmer em Lovek, mais ao sul, embora a capital oficial tenha mudado posteriormente, primeiro a Oudong cerca de 45 km de Phnom Penh.

#### Erosão da religião do Estado
Alguns estudiosos relacionaram o declínio de Angkor com a conversão do Império Khmer ao budismo teravada após o reinado de Jayavarman VII, argumentando que essa transição religiosa erodiu o conceito hindu de realeza que sustentava a civilização angkoriana. De acordo com o estudioso George Coedès, a negação do Budismo teravada da realidade última do indivíduo serviu para minar a vitalidade do culto da personalidade real que havia fornecido a inspiração para os grandes monumentos de Angkor. A vasta extensão de templos exigia um corpo igualmente grande de trabalhadores para mantê-los; em Ta Prohm, uma escultura em pedra afirma que 12.640 pessoas fizeram manutenção naquele único complexo de templos. A disseminação do budismo não só pode ter corroído essa força de trabalho, mas também pode ter afetado os cerca de 300 mil trabalhadores agrícolas necessários para alimentá-los.

#### Negligência de obras públicas
De acordo com Coedès, o enfraquecimento do governo real de Angkor pela guerra em curso e a erosão do culto aos devaraja minou a capacidade do governo de realizar importantes obras públicas, como a construção e manutenção de cursos de água essenciais para a irrigação dos arrozais dos quais a grande população de Angkor dependia para seu sustento. Como resultado, a civilização angkoriana sofreu com uma base econômica reduzida e a população foi forçada a se dispersar.

#### Desastre natural

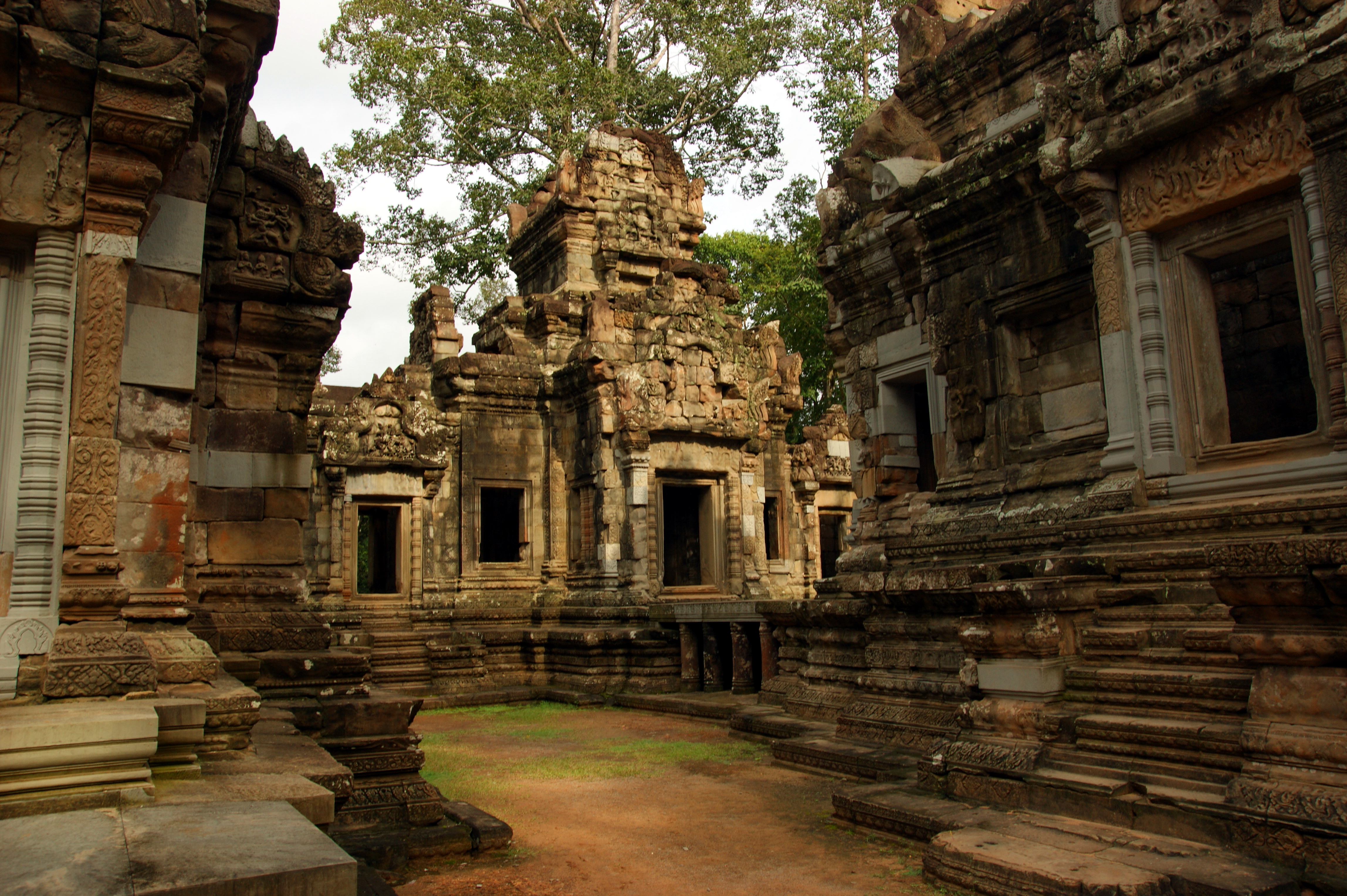
Chau Say Tevoda

Outros estudiosos que tentam explicar o rápido declínio e abandono de Angkor levantaram a hipótese de desastres naturais como doenças (peste bubônica), terremotos, inundações ou mudanças climáticas drásticas como os agentes de destruição relevantes. Um estudo de anéis de árvores no Vietnã produziu um registro das primeiras monções que passaram por esta área. A partir desse estudo, podemos dizer que durante os séculos XIV a XV as monções foram enfraquecidas e, eventualmente, seguidas por inundações extremas. Sua incapacidade de adaptar sua infraestrutura de inundação pode ter levado ao seu declínio final. Pesquisas recentes feitas por arqueólogos australianos sugerem que o declínio pode ter sido devido à falta de água causada pela transição do Período Quente Medieval para a Pequena Idade do Gelo. A pesquisa dendrocronológica do Lamont–Doherty Earth Observatory (LDEO) da Universidade de Colúmbia estabeleceu cronologias de anéis de árvores indicando severos períodos de seca no sudeste da Ásia continental no início do século XV, levantando a possibilidade de que os canais e reservatórios de Angkor secaram e encerraram a expansão das terras disponíveis.

### Restauração, preservação e ameaças

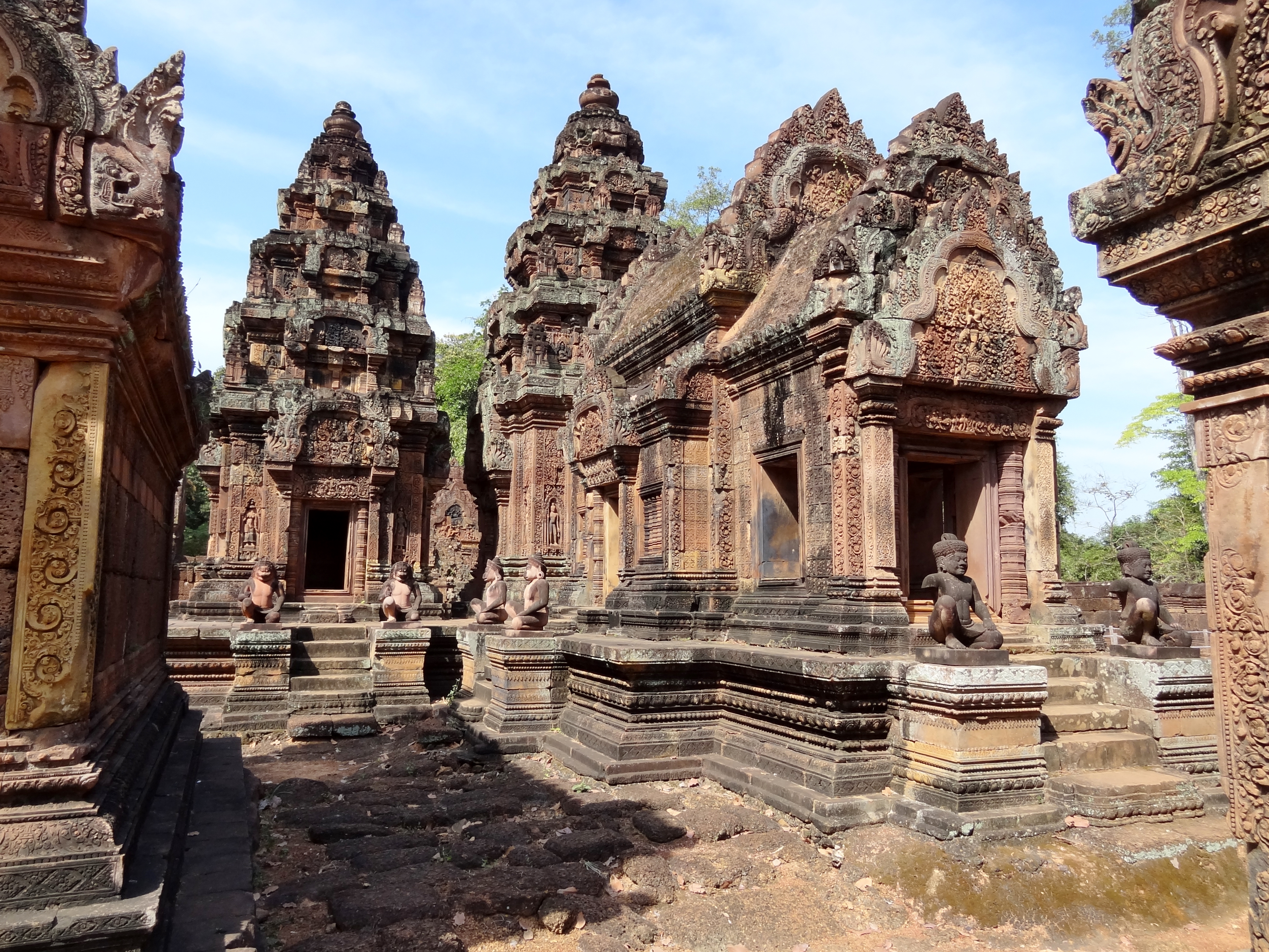
Banteay Srei

Um frade português do século XVI, Antônio da Madalena, foi o primeiro visitante europeu a visitar Angkor Wat em 1586. Por volta do século XVII, Angkor Wat não estava completamente abandonado. Quatorze inscrições do século XVII testemunham os assentamentos japoneses ao lado daqueles das ruínas khmer. A inscrição mais conhecida fala de Ukondafu Kazufusa, que celebrou o Ano Novo Khmer ali em 1632.
Angkor permaneceu encoberta pela floresta até o final do século XIX. Arqueólogos europeus como Louis Delaporte e etnólogos como Adolf Bastian visitaram o local e popularizaram o local na Europa. Isso acabou levando a um longo processo de restauração por arqueólogos franceses. De 1907 a 1970, o trabalho esteve sob a direção da École française d'Extrême-Orient, que derrubou a floresta, consertou fundações e instalou drenos para proteger os edifícios dos danos causados pela água. Além disso, acadêmicos associados à escola, incluindo George Coedès, Maurice Glaize, Paul Mus, Philippe Stern e outros, iniciaram um programa de estudo e interpretação histórica que é fundamental para a compreensão atual de Angkor.

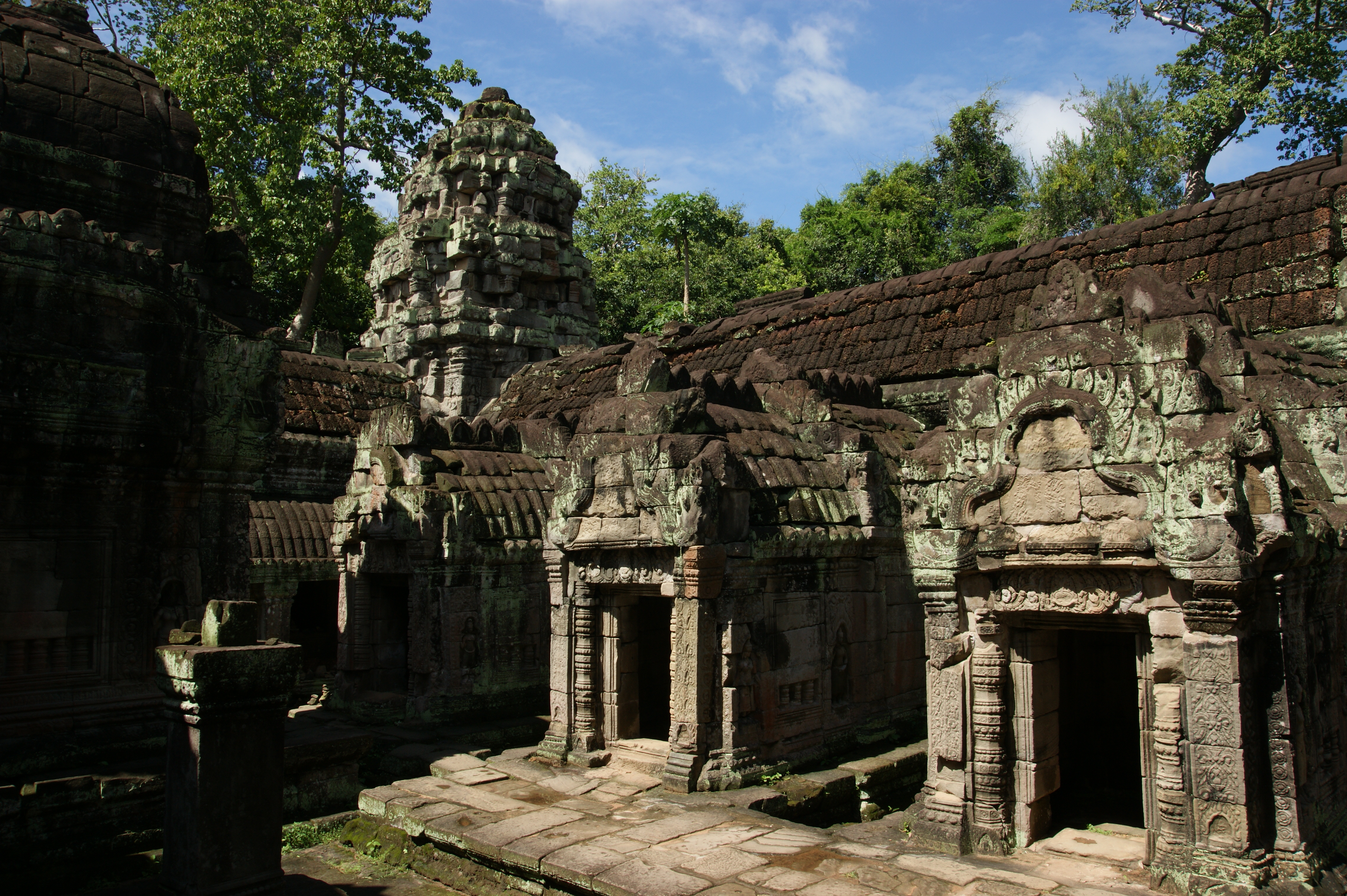
Preah Khan

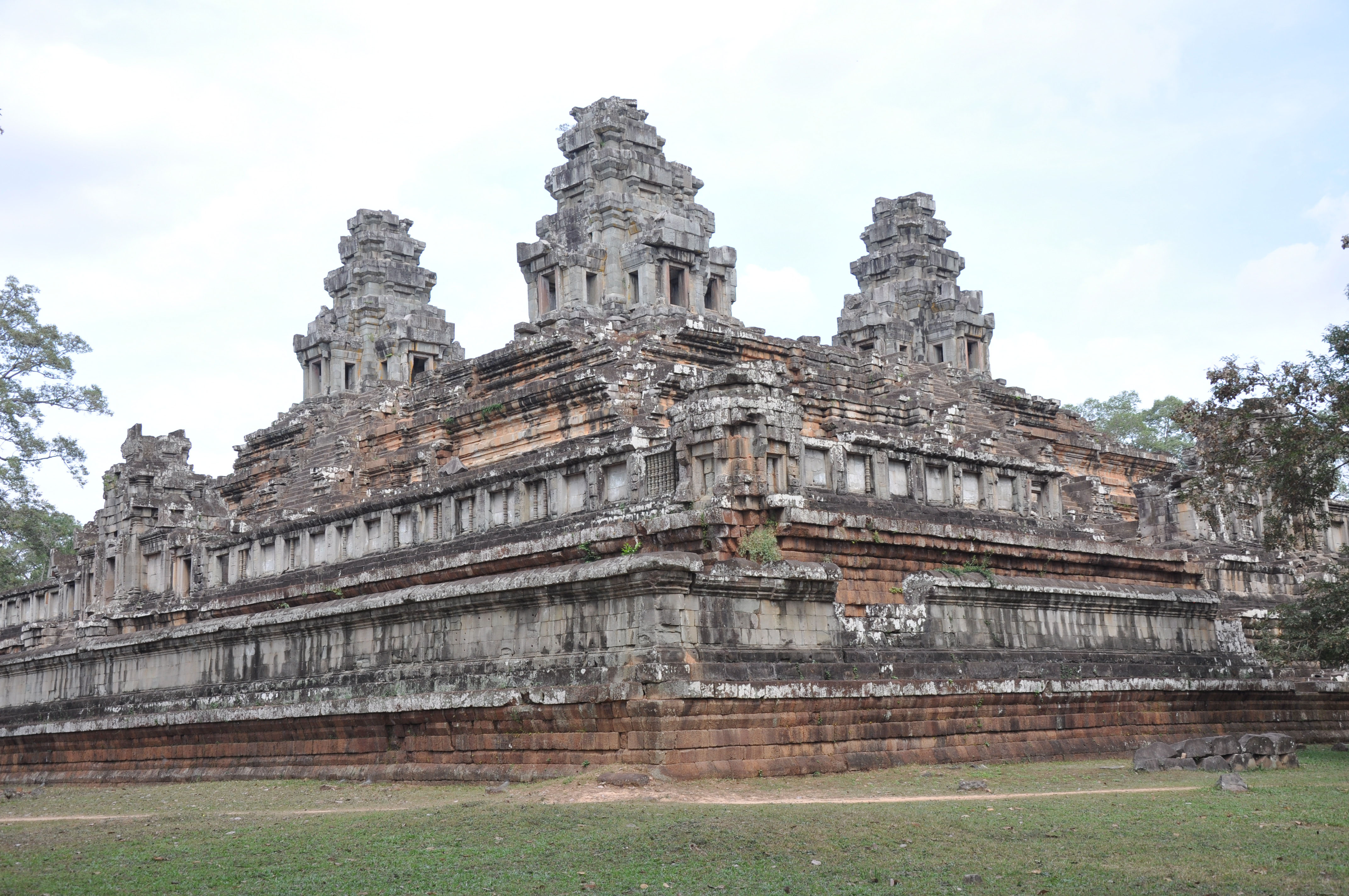
Ta Keo

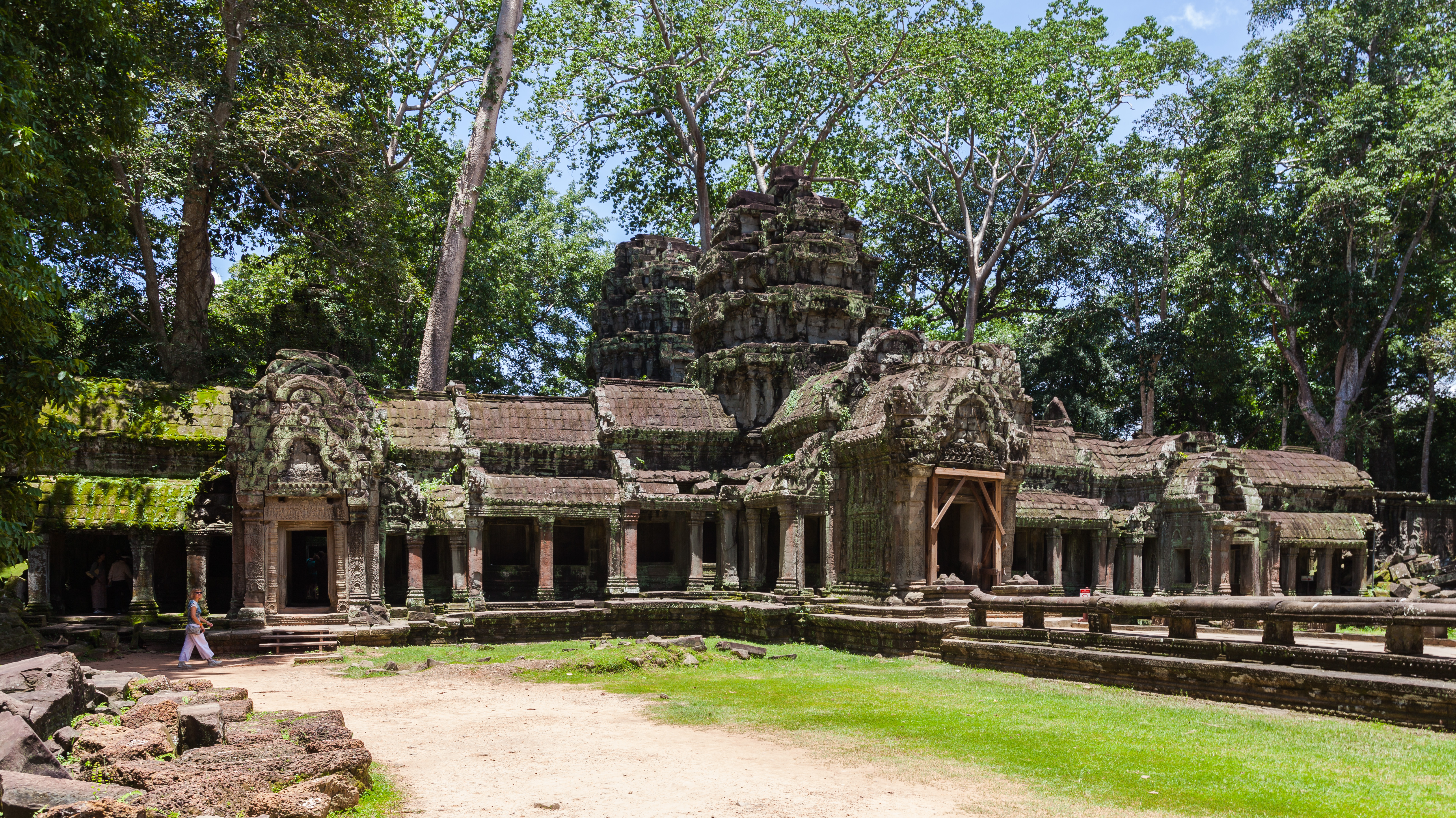
Ta Phrom

Os trabalhos foram retomados após o fim da Guerra Civil Cambojana e, desde 1993, são coordenados conjuntamente pela Índia, Alemanha, Japão e UNESCO por meio do Comitê Internacional de Coordenação para a Proteção e Desenvolvimento do Sítio Histórico de Angkor (ICC), enquanto o trabalho no Camboja é realizado pela Autoridade para a Proteção e Gestão de Angkor e da Região de Siem Reap (APSARA), criada em 1995. Alguns templos foram cuidadosamente desmontados pedra por pedra e remontados em fundações de concreto, de acordo com o método da anastilose. O World Monuments Fund ajudou Preah Khan, a agitação do mar de leite (um friso em baixo-relevo de 49 metros de comprimento em Angkor Wat), Ta Som e Phnom Bakheng. O turismo internacional em Angkor aumentou significativamente nos últimos anos, com o número de visitantes chegando a cerca de 2 milhões por ano em 2014; isso representa problemas de conservação adicionais, mas também forneceu assistência financeira para o esforço de restauração.

#### Queda do lençol freático
Com o aumento do turismo em Angkor, novos hotéis e restaurantes estão sendo construídos para acomodar esse crescimento. Cada novo projeto de construção perfura o subsolo para alcançar o lençol freático, que tem uma capacidade de armazenamento limitada. Essa demanda no lençol freático pode prejudicar a estabilidade dos solos arenosos sob os monumentos de Angkor, levando a rachaduras, fissuras e colapsos. Para piorar as coisas, o pico da temporada turística corresponde à estação seca do Camboja, o que leva ao bombeamento excessivo de água subterrânea quando menos é reposta naturalmente.

#### Pilhagem
A pilhagem tem sido uma ameaça cada vez maior para a paisagem arqueológica de Angkor. De acordo com a APSARA, a agência cambojana oficial encarregada de supervisionar a gestão de Angkor, "o vandalismo se multiplicou a uma taxa fenomenal, empregando as populações locais a realizar os roubos reais, com intermediários fortemente armados transportam objetos, muitas vezes em tanques ou veículos blindados de transporte de pessoal, muitas vezes à venda na fronteira com o Camboja."

#### Turismo insustentável
O número crescente de turistas, cerca de dois milhões por ano, exerce pressão sobre os sítios arqueológicos de Angkor ao caminhar e escalar os (principalmente) monumentos de arenito de Angkor. Espera-se que essa pressão direta criada pelo turismo descontrolado cause danos significativos aos monumentos no futuro.
Em locais como Angkor, o turismo é inevitável. Milhões de pessoas visitam Angkor todos os anos, tornando o gerenciamento desse fluxo vital para as estruturas em rápida deterioração. O turismo ocidental em Angkor começou na década de 1970. Os monumentos de arenito e Angkor não são feitos para este tipo de turismo intensificado. Seguindo em frente, a UNESCO e as autoridades locais do local estão em processo de criação de um plano sustentável para o futuro do local. Desde 1992, a UNESCO ajudou na conservação de Angkor e milhares de novos sítios arqueológicos foram descobertos. Duas décadas depois, mais de 1000 pessoas trabalham em tempo integral no local por motivos de sensibilidade cultural. Parte desse movimento para limitar os impactos do turismo tem sido abrir apenas algumas áreas do local. No entanto, muitas das medidas cautelares de 1992 e apelos para a sua aplicação futura foram rejeitadas. Tanto global quanto localmente, a formulação de políticas foi bem-sucedida, mas a implementação falhou por vários motivos. Primeiro, existem conflitos de interesse no Camboja. Embora o local seja culturalmente importante para eles, o Camboja é um país pobre. Seu PIB é ligeiramente maior que o do Afeganistão. O turismo é uma parte vital da economia cambojana, e fechar partes de Angkor, o maior destino turístico do país, não é uma opção. Uma segunda razão decorre da incapacidade do governo de se organizar em torno do local. O governo cambojano não conseguiu organizar uma equipe robusta de especialistas culturais e arqueólogos para atender ao local.

#### COVID-19
Durante a pandemia de COVID-19, o fato de haver poucos visitantes resultou em 10 mil desempregados no comércio turístico do Camboja.

## História religiosa
Historicamente, Angkor era mais do que um local de arte e arquitetura religiosas. Era o local de vastas cidades que atendiam a todas as necessidades do povo khmer. Com exceção de algumas pontes antigas, no entanto, todos os monumentos restantes são edifícios religiosos. Na época angkoriana, todos os edifícios não religiosos, incluindo a residência do próprio rei, eram construídos com materiais perecíveis, como madeira, "porque apenas os deuses tinham direito a residências de pedra". Da mesma forma, a grande maioria das inscrições de pedra sobreviventes são sobre as fundações religiosas de reis e outros potentados. Como resultado, é mais fácil escrever a história da religião do Estado de Angkor do que escrever sobre qualquer outro aspecto da sociedade angkoriana.
Vários movimentos religiosos contribuíram para o desenvolvimento histórico da religião em Angkor:
- Cultos religiosos indígenas misturados ao xivaísmo, incluindo aqueles centrados na adoração dos ancestrais e do lingam;
- Um culto real da personalidade, identificando o rei com a divindade, característica não apenas de Angkor, mas de outras civilizações hindus no sudeste da Ásia, como Champa e Java;
- Hinduísmo, especialmente xivaísmo, a forma de hinduísmo focada na adoração de Xiva e o lingam como o símbolo de Xiva, mas também vixenuísmo, a forma de hinduísmo focada na adoração de Vixnu;
- Budismo, em suas variedades maaiana e teravada.

### Religião pré-angkoriana

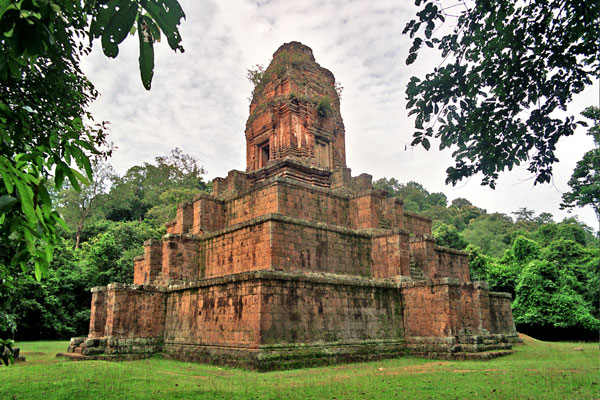
Dedicada por Rajendravarman em 948, Baksei Chamkrong é uma pirâmide-templo que abrigava uma estátua de Xiva

A religião do Camboja pré-angkoriana, conhecida pelos chineses como Funan (século I a cerca de 550) e Chenla (ca. 550 - cerca de 800), incluía elementos do hinduísmo, budismo e cultos indígenas aos ancestrais.
Os templos do período de Chenla exibem inscrições de pedra, tanto em sânscrito como em khmer, nomeando divindades ancestrais hindus e locais, com Shiva suprema entre as primeiras. O culto de Harihara era proeminente; O budismo não foi, porque, conforme relatado pelo peregrino chinês Yi Jing, um "rei perverso" o havia destruído. Característico da religião de Chenla também era o culto ao lingam, ou falo de pedra que patrocinava e garantia fertilidade à comunidade em que se situava.

### Shiva e o lingam
O rei khmer Jayavarman II, cuja tomada de poder por volta de 800 marca o início do período angkoriano, estabeleceu sua capital em um lugar chamado Hariharalaya (hoje conhecido como Roluos), na extremidade norte do grande lago, Tonlé Sap. Harihara é o nome de uma divindade que combina a essência de Vixnu (Hari) com a de Xiva (Hara) e que era muito apreciada pelos reis khmers. A adoção de Jayavarman II do epíteto "devaraja" (deus-rei) significava a conexão especial do monarca com Xiva.
O início do período angkoriano também foi marcado por mudanças na arquitetura religiosa. Durante o reinado de Jayavarman II, os santuários de câmara única típicos de Chenla deram lugar a templos construídos como uma série de plataformas elevadas com várias torres. Cada vez mais impressionantes templos-pirâmides passaram a representar o Monte Meru, o lar dos deuses hindus, com os fossos ao redor dos templos representando os oceanos mitológicos.

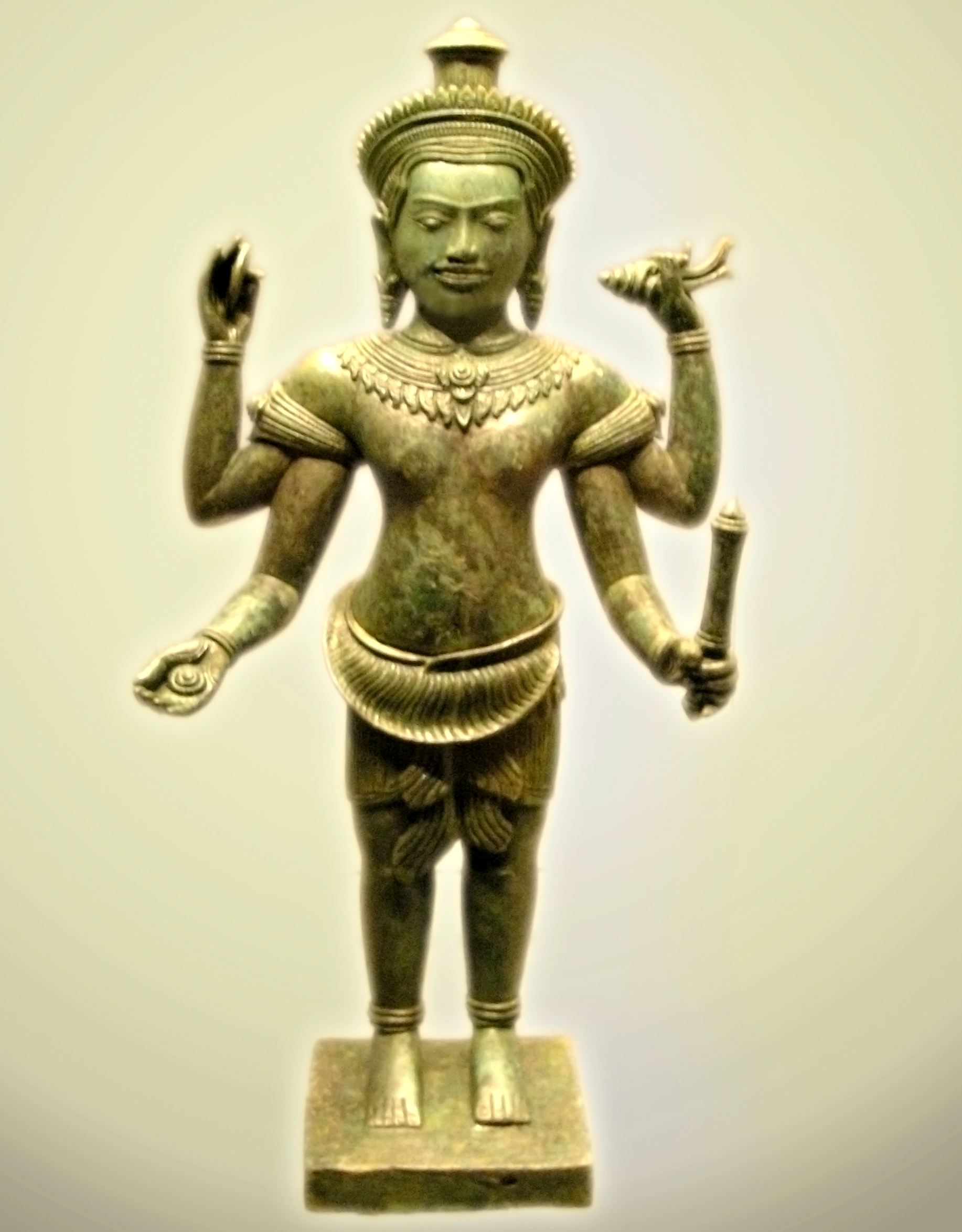
Uma estátua cambojana de bronze de Vixnu do século XI ou XII

Normalmente, um lingam servia como a imagem religiosa central da montanha-templo de Angkor. A montanha-templo era o centro da cidade e o lingam no santuário principal era o foco do templo. O nome do lingam central era o nome do próprio rei, combinado com o sufixo -esvara, que designava Xiva. Por meio da adoração do lingam, o rei foi identificado com Xiva e o xivaísmo tornou-se a religião oficial. Assim, uma inscrição datada de 881 indica que o rei Indravarman I ergueu um lingam chamado Indresvara. Outra inscrição nos diz que Indravarman ergueu oito lingams em suas cortes e que foram nomeados em homenagem aos "oito elementos de Shiva". Da mesma forma, Rajendravarman, cujo reinado começou em 944, construiu o templo de Pre Rup, cuja torre central abrigava o lingam real chamado Rajendrabhadresvara.

### Vixenuísmo
Nos primeiros dias de Angkor, a adoração de Vixnu era secundária à de Xiva. A relação parece ter mudado com a construção de Angkor Wat pelo rei Suryavarman II como seu mausoléu pessoal no início do século XII. A imagem religiosa central de Angkor Wat era uma imagem de Vixnu e uma inscrição identifica Suryavarman como "Paramavishnuloka" ou "aquele que entra no mundo celestial de Vishnu". O sincretismo religioso, no entanto, permaneceu completo na sociedade khmer: a religião oficial do xivaísmo não foi necessariamente revogada pela virada de Suryavarman para Vixnu e o templo pode muito bem ter abrigado um lingam real. Além disso, a virada para o vixenuísmo não anulou o culto à personalidade real de Angkor. pelo qual o rei reinante foi identificado com a divindade. De acordo com o estudioso Georges Coedès, "Angkor Wat é, se você preferir, um santuário vaishnavita, mas o Vixnu venerado lá não era a antiga divindade hindu nem mesmo uma das encarnações tradicionais da divindade, mas o rei Suryavarman II identificado postumamente como Vixnu, consubstancial a ele, residindo em um mausoléu decorado com as figuras graciosas de apsaras, assim como o próprio Vixnu em seu palácio celestial." Suryavarman proclamou sua identidade com Vixnu, assim como seus predecessores alegaram consubstanciação com Xiva.

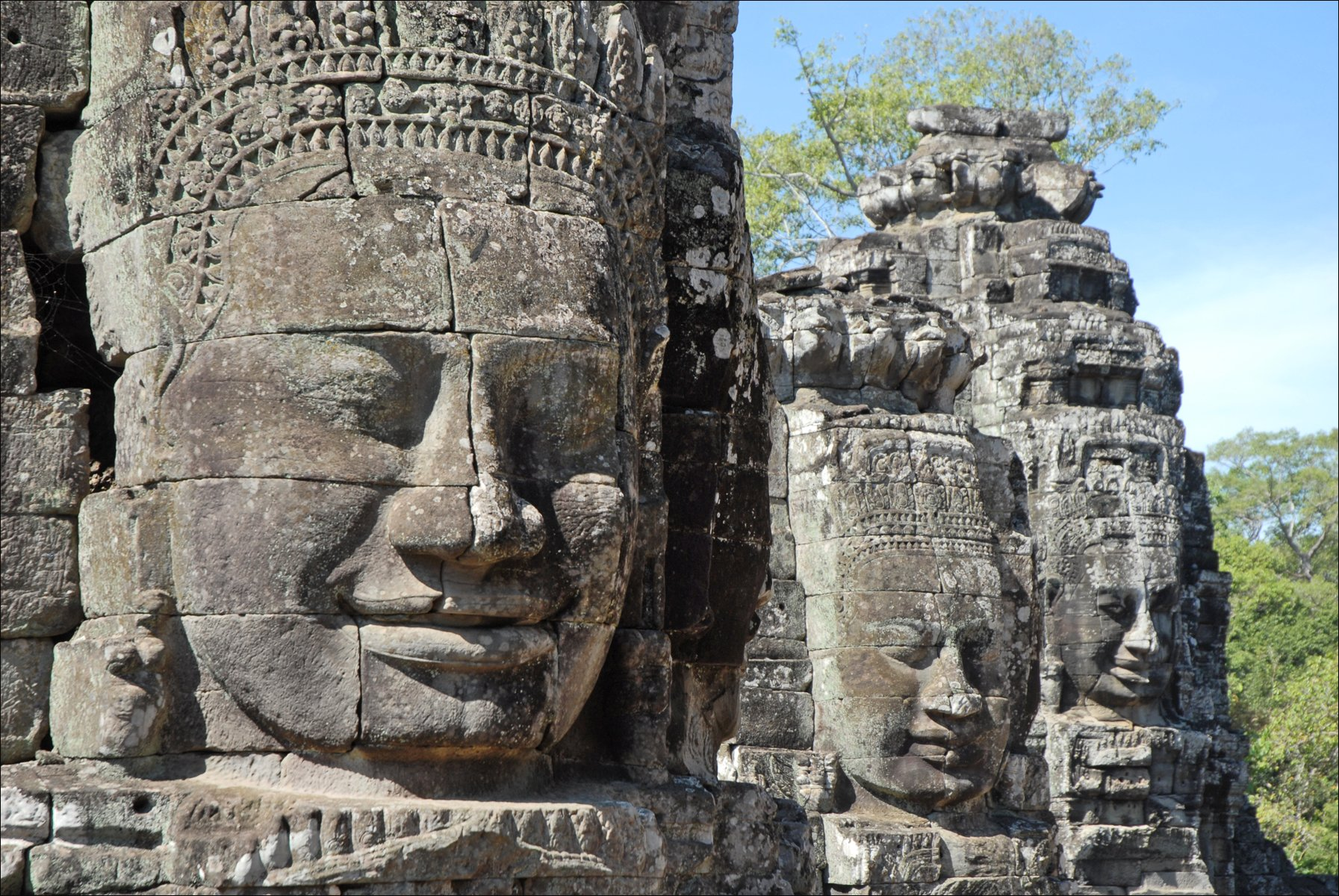
As torres de rosto do Bayon representam o rei como o Bodhisattva Lokesvara

### Budismo maaiana
No último quarto do século XII, o rei Jayavarman VII afastou-se radicalmente da tradição de seus predecessores quando adotou o budismo maaiana como sua fé pessoal. Jayavarman também fez do budismo a religião oficial de seu reino quando construiu o templo budista conhecido como Bayon no coração de sua nova capital, Angkor Thom. Nas famosas torres faciais do Bayon, o rei se representava como o bodisatva avalokiteshvara movido pela compaixão por seus súditos. Assim, Jayavarman foi capaz de perpetuar o culto da personalidade real de Angkor, enquanto identificava o componente divino do culto com o bodhisattva, em vez de com Xiva.

### Restauração hindu
A restauração hindu começou por volta de 124, com a morte do sucessor de Jayavarman VII, Indravarman II . O rei seguinte, Jayavarman VIII, foi um iconoclasta xivaísta especializado em destruir imagens budistas e restabelecer os santuários hindus que seu ilustre predecessor convertera ao budismo. Durante a restauração, o Bayon foi transformado em templo para Xiva, e sua estátua central de Buda de 3,6 metros de altura foi lançada no fundo de um poço próximo. Em todos os lugares, estátuas cultistas de Buda foram substituídas por lingams 

### Pluralismo religioso

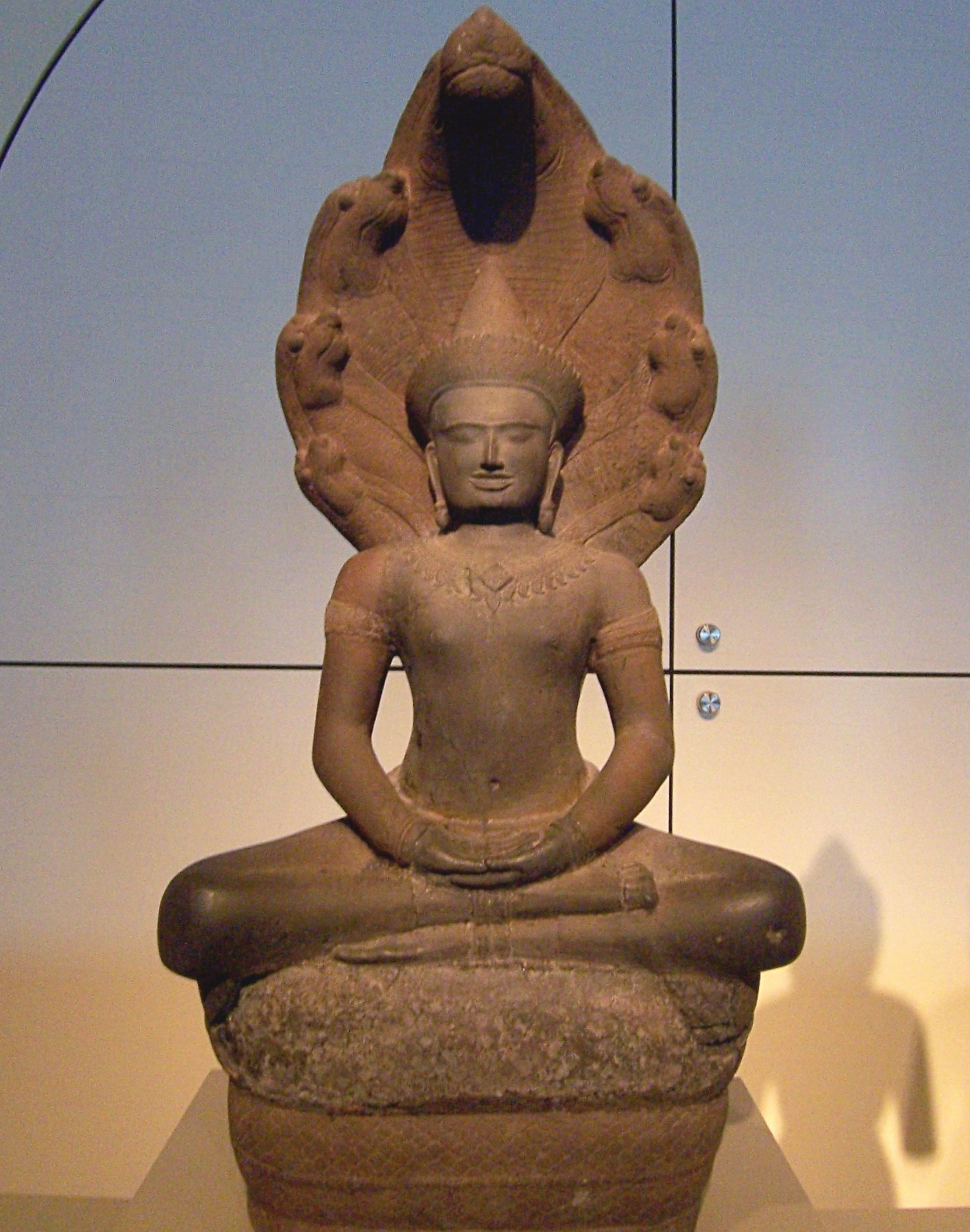
Estátua do Buda, protegida pelo Naga Mucalinda; Século XII

Quando o viajante chinês Zhou Daguan veio para Angkor em 1296, ele descobriu o que considerou três grupos religiosos distintos. A religião dominante era a do budismo teravada. Zhou observou que os monges tinham a cabeça raspada e usavam mantos amarelos. Os templos budistas impressionaram Zhou com sua simplicidade. Ele notou que as imagens de Buda eram feitas de gesso dourado. Os outros dois grupos identificados por Zhou parecem ter sido os brâmanes e os xivaístas. Sobre os brâmanes, Zhou pouco tinha a dizer, exceto que muitas vezes eram empregados como altos funcionários. Sobre os xivaístas, a quem chamou de "taoístas", Zhou escreveu: "a única imagem que eles reverenciam é um bloco de pedra análogo à pedra encontrada nos santuários do deus do solo na China".

### Budismo teravada
Durante o curso do século XIII, o budismo teravada, transmitido pelos reinos mons de Dvaravati e Haripunchai, apareceu em Angkor. Gradualmente, ela se tornou a religião dominante do Camboja, substituindo o Budismo maaiana e o xivaísmo. A prática do budismo teravada em Angkor continua até hoje.

## Sítios arqueológicos

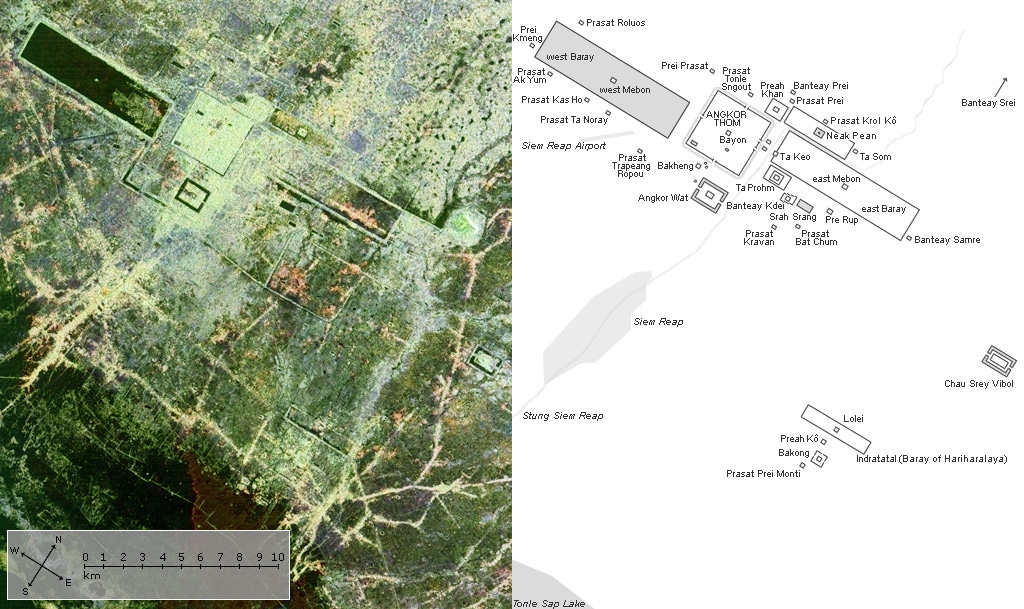
Imagem de satélite e mapa de Angkor.

A área de Angkor tem muitos sítios arqueológicos importantes, incluindo os seguintes: Angkor Thom, Angkor Wat, Baksei Chamkrong, Banteay Kdei, Banteay Samré, Banteay Srei, Baphuon, Bayon, Chau Say Tevoda, East Baray, Kbal Spean, Khleangs, Krol Ko, Lolei, Neak Pean, Phimeanakas, Phnom Bakheng, Phnom Krom, Prasat Ak Yum, Prasat Kravan, Preah Khan, Preah Ko, Preah Palilay, Preah Pithu, Pre Rup, Spean Thma, Srah Srang, Ta Nei, Ta Prohm, Ta Som, Ta Keo, Terraço dos Elefantes, Terraço do Rei Leproso, Thommanon, etc. Outra cidade em Mahendraparvata foi descoberta em 2013.